# Siderone nemesis
Siderone nemesis är en fjärilsart som beskrevs av Johann Karl Wilhelm Illiger 1801. Siderone nemesis ingår i släktet Siderone och familjen praktfjärilar. Inga underarter finns listade i Catalogue of Life.